# Svensk ordbok utgiven av Svenska Akademien
Svensk ordbok (tj. Švédský slovník), celým názvem Svensk ordbok utgiven av Svenska Akademien, zkráceně SO, je jednojazyčný slovník výkladový švédského jazyka vydaný 2009 Švédskou akademií. Vyšel ve dvou svazcích většího osmerkového formátu v ochranném pouzdře. První svazek obsahuje heslovou část A–L, druhý svazek M–Ö. Slovník podává na 3736 stranách výklad významu 65 000 slov současné švédštiny, dokládá jejich užití 100 000 příkladů, poučuje o slohovém příznaku, etymologii a uvádí slova souznačná a antonyma. Zaznamenává rovněž švédskou frazeologii a idiomatiku.
Za vedení hlavního redaktora profesora Sven-Görana Malmgrena slovník zpracoval Ústav pro švédský jazyk při Göteborské univerzitě, do tisku ho připravilo nakladatelství Norstedts. Na podzim 2015 následovalo vydání v podobě mobilní aplikace pro operační systémy iOS a Android. Mobilní verze je za úplatu k dostání na App Store a v Google Play.